# اتفاقية القسطنطينية (1881)

خريطة التوسع اليوناني، مع توضيح ثيساليا ومنطقة أرتا باللون الأزرق الفاتح.

أُبرمت اتفاقية القسطنطينية بين مملكة اليونان والإمبراطورية العثمانية في 2 يوليو عام 1881، مؤدية إلى التنازل عن منطقة ثيساليا (جزء من إلاسونا) وجزء من إبيروس الجنوبية (محافظة آرتا) إلى اليونان.

## خلفية
رأى الكثير من اليونانيين فرصة لتحقيق فكرة ميغالي (الفكرة العظمى) وتوسيع حدود البلاد شمالًا على حساب الإمبراطورية العثمانية مع اندلاع الأزمة الشرقية العظمى في عام 1875. أدركت القيادة اليونانية في الوقت نفسه، بدءًا من الملك جورج الأول ومن قبله، أن القوى العظمى، وخاصة بريطانيا العظمى، لم تحبذ مثل هذه المغامرات واعتمدت موقفًا أكثر حذرًا، لا سيما بالنظر إلى عدم الاستعداد اليوناني العسكري. عُززت هذه السلبية بالخوف من حركة القومية السلافية التي ولدتها الأزمة الأخيرة على إنشاء الأكسرخية البلغارية، فأدى ذلك إلى انعدام الثقة بالاقتراحات لتعاون جميع دول البلقان، ولا سيما من قبل الملك جورج. رُفضت المقترحات المقدمة من الأمير الصربي ميلان حول شن هجوم مشترك وتقسيم مقدونيا على أساس التحالف اليوناني الصربي لعام 1867.
توجهت روسيا، التي أصرّت على التدخل العسكري في الصراع، لتأمين اتفاق مع النمسا يُسمى اتفاق الرايشتات مع ولادة الأزمة الشرقية لحرب مفتوحة مع بداية الحرب الصربية التركية في عام 1876. ينص الاتفاق على عدم إنشاء دولة سلافية كبرى في البلقان، وأن بلغاريا وألبانيا ستتمتعان بالحكم الذاتي، وأن دول البلقان الثلاث الموجودة بالفعل، وهي صربيا واليونان والجبل الأسود، ستضم بعض الأراضي تحت جناحها. أما بالنسبة لليونان، فخُيِّل لها على أنها ثيساليا وكريت وأجزاء من إبيروس. حافظت الحكومة اليونانية تحت حكم ألكساندروس كوموندوروس على موقف حيادي صارم متبعةً بذلك رغبات الملك.
رُفضت المقترحات المقدمة من صربيا ورومانيا من أجل قضية مشتركة، وذلك على الرغم من أن كلا البلدين أصرّ على الحاجة إلى العمل لمنع ظهور «بلغاريا العظمى» تحت إشراف روسي. تحول الجمهور اليوناني إلى موقف مؤيد للحرب ومطالب لبدء العمل في الوقت الذي كانت فيه القوى تستعد لمؤتمر القسطنطينية. وُضعت اليونان في أزمة سياسية داخلية طويلة، إذ رفض الملك بشدة الموافقة على تحالف مع روسيا أو دول البلقان السلافية، وتناوب كوموندوروس ومنافسه المحامي إيبامينونداس ديليجورجيس على منصبه. شكلت مقترحات مؤتمر القسطنطينية، رغم رفضها من قبل الحكومة العثمانية، صدمة للجمهور اليوناني: على الرغم من السلوك «السليم» الذي أوصت به الدول، رأت اليونان أن مصالحها كانت مُتجاهلة في الوقت الذي أحرزت فيه روسيا تقدمًا في خططها المتعلقة بـ«بلغاريا العظمى».
تحول الوضع السياسي مع اندلاع الحرب الروسية التركية في الفترة بين عامي 1877-1878، إذ بدأت اليونان تتحرك نحو احتمال نشوب الحرب. بدأ الملك جورج (مثقلًا بخيبة أمل من البريطانيين) بتفضيل سياسة أكثر ديناميكية. كانت الانتفاضات التي اندلعت في إبيروس وثيساليا ومقدونيا قد هُزمت بحلول الوقت الذي حشدت فيه الحكومة اليونانية قواتها لغزو ثيساليا، وذلك مع استمرار الانتفاضة في جزيرة كريت، وكان الروس والعثمانيون يتفاوضون على هدنة.

## سان ستيفانو ومؤتمر برلين
تسببت معاهدة سان ستيفانو بغضب اليونانيين. لم يقتصر الأمر على اكتساب الدولة البلغارية الجديدة أراضي كانت تطالب بها اليونان وكان سكانها من الأغلبية اليونانية، ولكن بلغاريا العظمى الجديدة المدعومة من روسيا أيضًا كانت قد شكلت عقبة على الطريق المؤدي إلى الهدف النهائي المتمثل في الوحدوية اليونانية: القسطنطينية. صدمت شروط المعاهدة بريطانيا أيضًا، وتسببت بتغير التفكير الرسمي البريطاني بعيدًا عن عقيدة السلامة الإقليمية للإمبراطورية العثمانية (التي لم تعد تُعتبر الآن قابلة للاحتفاظ بها) نحو استخدام اليونان حصنًا ضد روسيا المدعومة من قبل روسيا السلافية. اهتم البريطانيون في هذا الوقت بتسوية العلاقات اليونانية العثمانية، وربما خلق أساس للتعاون اليوناني العثماني في ضوء الوضع العام في اليونان. كانت مثل هذه النوايا غير واقعية، وبدأ البريطانيون باحتمالية تلقي اليونان تعويضاتٍ إقليمية كمكافأة. اقترح الملك جورج خط هالياكمون آوس النهري، ورفض أيضًا الارتباط بأي التزامات ثابتة تجاه اليونان، على الرغم من أن الحكومة البريطانية قد بدأت بالكشف عن بعض التنازلات للعثمانيين على أساس خط كالاماس باينيوس النهري.
سعت بريطانيا إلى تحقيق هدفين رئيسيين عند بدء مؤتمر برلين، وهما تقييد بلغاريا (وبالتالي النفوذ الروسي في البلقان) والتنازل عن قبرص. تهدف الدبلوماسية البريطانية إلى استخدام المطالب اليونانية وسيلةً لتحقيق الهدف الأول، واقترح اللورد ساليسبوري في الجلسة الأولى للمؤتمر دعوة ممثل يوناني للمسائل المتعلقة بالمحافظات اليونانية في تركيا (كريت، وثيساليا، وإبيروس، ومقدونيا، وتراقيا). اعتُمد اقتراح فرنسي دُعيت فيه اليونان لحضور الجلسات المتعلقة فقط بالمناطق المجاورة لها (إبيروس وثيساليا) وجزيرة كريت أيضًا بمواجهة معارضة روسية شديدة.
طُلب من الممثل اليوناني ثيودوروس ديليانيس المطالبة بإبيروس وثيساليا وكريت، وكان على هذا الممثل أن يدعم تلك القوى التي عارضت التوسع البلغاري في مقدونيا وتراقيا، وإذا أمكن تأمين نوع من الحكم الذاتي «للمحافظات اليونانية النائية» تحت إشراف القوة العظمى. إن مسألة جزر شرق بحر إيجة، بما في ذلك إمارة ساموس المتمتعة بالحكم الذاتي، لم تكن مطروحة على الإطلاق. قدّم ديليانيس والسفير اليوناني في برلين ألكساندروس ريزوس رانجافيس الحجج اليونانية في 29 يونيو. أصبحت المطالبات اليونانية مسألة تجارية وراء الكواليس بين ألمانيا وروسيا على الرغم من تأييدهما للتنازل عن ثيساليا وكريت.
استخدم البريطانيون هذه المسألة على وجه الخصوص للضغط على السلطان للتوقيع على التنازل عن قبرص لبريطانيا، مهددين إياه بإلقاء دعمهم وراء المطالبات اليونانية. أصبح الوفد البريطاني أكثر عدائية تجاه المطالبات اليونانية بعد امتثال السلطان. كان دعم وزير الخارجية الفرنسي وليام وادينغتون هو الذي أبقى هذه المسألة حية. دعت القوى الحكومة العثمانية إلى الاتفاق مع اليونان على رسم حدود جديدة في ثيساليا وإبيروس في البروتوكول الثالث عشر في 5 يوليو لعام 1787. اقترحت القوى خط كالاماس باينيوس، ولكنها أبقت المسألة غامضة وتركت حرية التصرف لكلتا الحكومتين، فإذا لم تتوصلا إلى اتفاق، فستعرض التوسط بينهما.
رفضت الحكومة العثمانية تنفيذ شروط البروتوكول، ما جعل اليونان والإمبراطورية على شفير الحرب. مارست القوى العظمى في النهاية ضغوطًا على اليونان لتقليل مطالبها.

## المعاهدة
أبرمت القوى العظمى والإمبراطورية العثمانية معاهدة أنهت قضية الحدود اليونانية التركية الجديدة في 24 مايو عام 1881، فأدى ذلك إلى دمج معظم ثيساليا (باستثناء منطقة إيلاسونا) والمنطقة المحيطة بمدينة آرتا في اليونان. تعهدت اليونان أيضًا في المعاهدة بدورها باحترام الهوية الدينية والحكم الذاتي، بالإضافة إلى ممتلكات السكان المسلمين الكبار في ثيساليا (بما في ذلك الممتلكات الخاصة للسلطان والعائلة الإمبراطورية العثمانية). صدّقت اليونان والحكومة العثمانية على المعاهدة في 2 يوليو عندما وقعها السفير اليوناني في القسطنطينية أندرياس كوندوريوتيس ومحمود سيرفر باشا رئيس مجلس الدولة العثماني.